# 秋谷翔音
秋谷 翔音（あきや しょうん、1996年〈平成8年〉7月24日 - ）は、日本の俳優。埼玉県出身。青年劇場所属。

## 来歴
埼玉県出身。2019年、桐朋学園芸術短期大学専攻科卒業、同年入団。秋田雨雀・土方与志記念青年劇場所属。

## 舞台
- 「もう一人のヒト」- 飯沢匡＝作　藤井ごう＝演出（町会役員二）
- 「星をかすめる風」- イ・ジョンミョン＝原作　シライケイタ＝脚本・演出（囚人）
- 「囲まれた文殊さん」- 福山啓子＝作　関根信一＝演出
- 「眞理の勇氣―戸坂潤と唯物論研究会」／古川健＝作　鵜山仁＝演出（石川湧）
- 「続・五稜郭残党伝～北辰群盗録」／佐々木譲＝原作　シライケイタ＝脚本・演出（カリサン、三次　他）